# كارلوس فريري
كارلوس فريري (بالبرتغالية: Carlos Freire‏) (18 أبريل 1959 في البرتغال - ) هو لاعب كرة قدم برتغالي في مركز الهجوم. شارك مع منتخب البرتغال لكرة القدم. أما مع النوادي، فقد لعب مع إشتوريل برايا وسبورتينغ لشبونة وسلتا فيغو ونادي بيرا مار ونادي فيتوريا سيتوبال.

## وصلات خارجية
- كارلوس فريري على موقع قاعدة بيانات كرة القدم.إي يو (الإنجليزية)
- كارلوس فريري على موقع ناشيونال فوتبول تيمز (الإنجليزية)
- كارلوس فريري على موقع عالم كرة القدم.نت (الإنجليزية)